# Kishajmás
Kishajmás es un pueblo ubicado en el distrito de Hegyhát, en el condado de Baranya, Hungría.

## Superficie
Posee una superficie de 11,76 kilómetros cuadrados.

## Demografía
Hasta 2019 la población era de 167 habitantes, con una densidad de población de 14,20 habitantes por kilómetro cuadrado.